# Diego de Estella
Diego Ballestero de San Cristóbal y Cruzat (Estella, Navarre, 13 avril 1524 - Salamanque, 1578), plus connu sous le nom de frère Diego de Estella est un religieux franciscain espagnol, prédicateur et écrivain spirituel du XVIe siècle.

## Biographie
Issu de la noblesse espagnole et apparenté par sa mère au jésuite saint François Xavier il grandit à Estella avant de se rendre en France à Toulouse pour y étudier. De retour en Espagne il s'inscrit en théologie à l'Université de Salamanque et sera fortement influencé par le poète et frère franciscain Luis de León ainsi que le philosophe et lui aussi franciscain Francisco de Vitoria. Le 7 juillet 1541, à l'insu de son père, il entre dans l'ordre franciscain à l'âge de 17 ans. Ses études achevées il est envoyé début 1552 au Portugal où il se lie avec les personnes de la cour où il exerce la fonction de prédicateur et de directeur spirituel. Il devient ami et conseiller du Ruy Gómez de Silva, prince d'Éboli et confesseur de la princesse Joanne. Il ne restera au Portugal que deux années seulement avant de recevoir l'ordre de retourner en Espagne, semble-t-il à cause d'un différend avec l'évêque de Cuenca, le confesseur du roi Philippe II du portugal. Il retourne à Salamanque en 1573 et y demeure jusqu'à la fin de sa vie.

## Œuvre

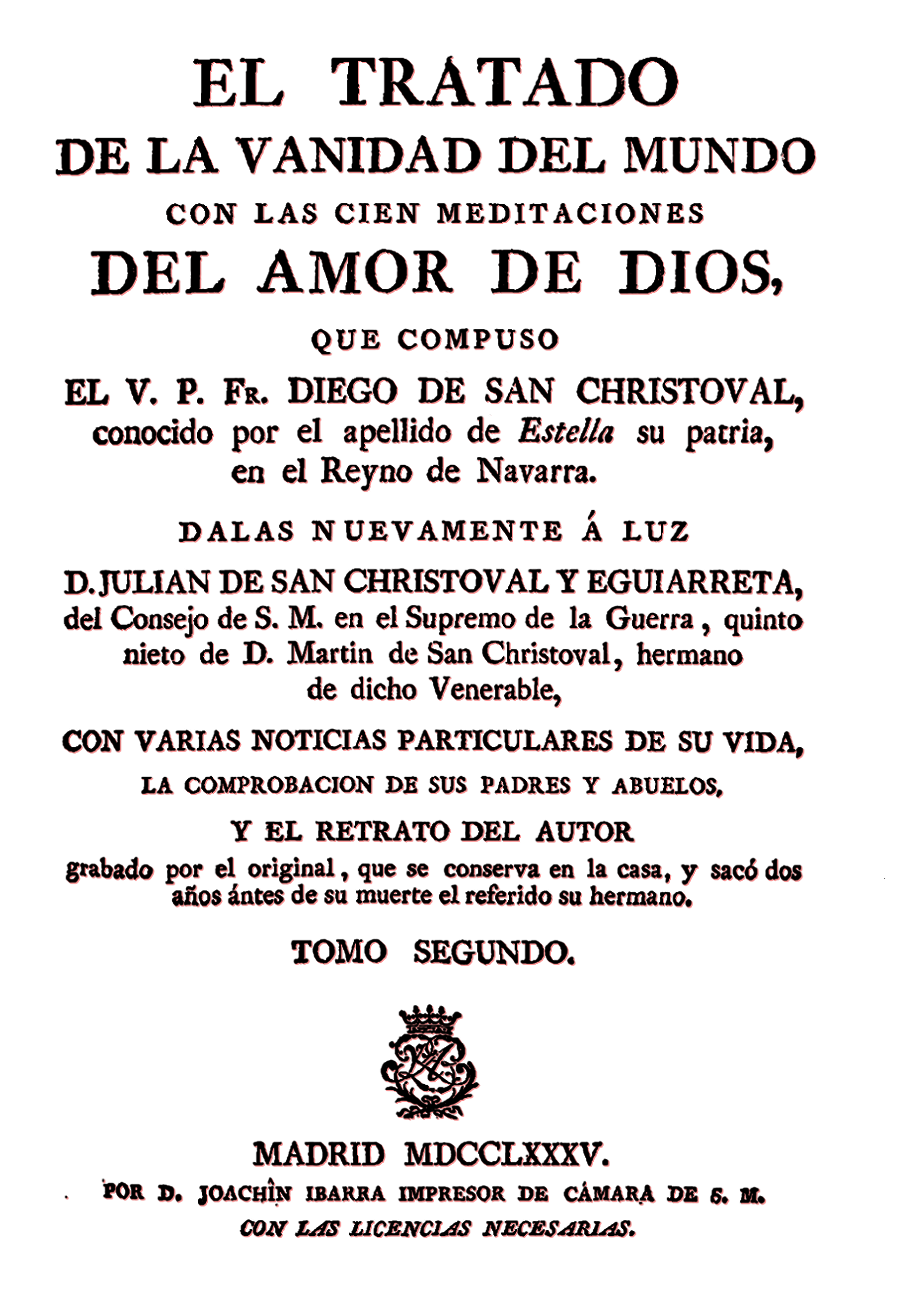
Traité sur la Vanité du Monde - Tome II

Par ailleurs écrivain, il compose des ouvrages de spiritualité. Son Traité sur la vanité du monde (1562 pour la première édition et 1578 pour la seconde), ouvrage en trois volumes, fut traduit en plusieurs langues. Il fut, dit-on, l'une des œuvres préférées de Blaise Pascal. Son ouvrage Cent méditations sur l'amour de Dieu (Salamanque, 1576), semble avoir eu un certain impact sur Fénelon et sur saint François de Sales et son Traité de l'amour de Dieu.
Son commentaire sur l'Évangile de saint Luc (Salamanque 1574-75) lui valut quelques soucis avec l'Inquisition espagnole.